# Amauronematus groenlandicus
Amauronematus groenlandicus är en stekelart som beskrevs av René Malaise 1931. Amauronematus groenlandicus ingår i släktet Amauronematus, och familjen bladsteklar. Arten är reproducerande i Sverige.